# Полоцьке князівство
По́лоцьке князі́вство (Полоцька земля) — середньовічна східноєвропейська феодальна монархічна держава зі столицею у місті Полоцьк. Виникло у Х столітті на основі племінного союзу кривичів-полочан. Знаходилося на торговому шляху «з варяг у греки».
Полоцьк постійно змагався проти Києва. Наприкінці Х століття майбутній князь київський Володимир Святославич захопив Полоцьке князівство, убивши місцевого князя Рогволода, але згодом передав його своєму сину Ізяславу. За правління Брячислава Ізяславича тривала виснажлива боротьба між Києвом і Полоцьком, яка закінчилась у 1021 році унезалежненням останнього від Русі.
Найбільшого розквіту Полоцьке князівство пережило у середині ХІ століття за князювання Всеслава Брячиславича. Проте його сини поділили батьківщину на уділи, почали міжусобиці та нові війни з Києвом. Наприкінці ХІІ — на початку ХІІІ століття політичне значення Полоцька занепало, а більшість полоцьких міст були захоплені сусідами: Смоленським князівством на сході і Лівонським орденом на заході.
На середину ХІІІ століття ослаблене Полоцьке князівство стало перманентним союзником литовських князів. 1307 року воно увійшло до складу Великого князівства Литовського на правах автономії, яку втратило у 1385 році, перетворившись на Полоцьке воєводство.

## Географія

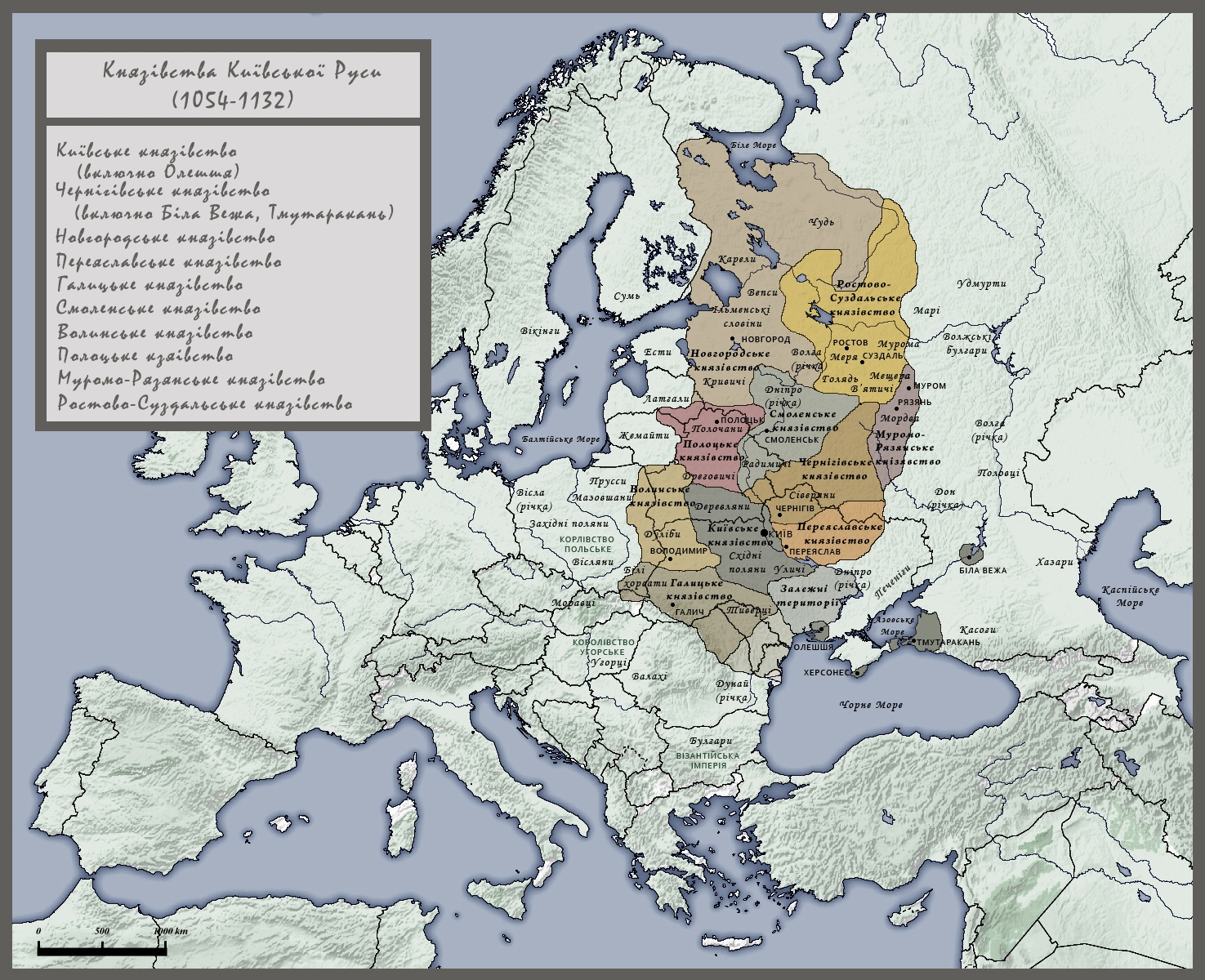
Князівства Русі у 1054–1132 рр.

Полоцька земля як державно-політична територія сформувалася раніше других земель. Вона була заселена однорідним кривицьким населенням, яке на цьому терені витіснило або асимілювало балтів. Дещо ізольована від інших земель глухими слабопрохідними лісами, захищена розливами рік, Полоцька земля була змушена створити регіональний ринок, у якому головним напрямком стала балтійська торгівля по Західній Двині і який тільки східним флангом торкався дніпровського шляху. З допомогою найманих варязьких дружин полоцькі кривичі ще у X ст. привели до покори частину сусідніх дреговичів, де виникла Мінська волость, і почали освоювати землі лівських племен, відтісняючи їх від берегів Західної Двини (Даугави). Через географічні фактори полоцькі волості відділялись лісами і болотами ще й одна від одної. Це мало і свої позитивні наслідки, бо така відокремленість стимулювала ремісничий і торговельний розвиток їх центрів. Бюргерство полоцьких міст рано відчуло свою економічну і політичну силу, через що, подібно до сусіднього Новгороду, активно вмішувалося у політичну боротьбу.
Східний кордон Полоцької землі проходив від гирла Друті і Рогачева (в цьому пункті Полоцька земля межувала з Чернігівською) і далі вверх по Дніпру повз Могильов, Копись (смоленський) і Оршу (яка з другої половини XII ст. теж була смоленською) і далі через Вітебське підвищення до Двіни, де через витоки Ловаті і Усвята проходив новгородсько-полоцький кордон.
На півночі Полоцька земля межувала з летто-литовськими землями. Територія нинішньої Латвії була заселена лівами і куронами (куршами), які займали узбережжя моря, та латгалами, земгалами і селами. Латгали північними кордонами впиралися в землі естів-чуді, а на сході і півдні межували з псковськими і полоцькими кривичами. За вплив на латгалів Полоцька земля сперечалася з Новгородом. Північніше латгальське князівство Толова наприкінці XII ст. стало новгородським васалом, а його сусіди Ерсіке і Кокнессе — полоцькими васалами, престоли яких були передані князям полоцької династії. Між нижньою течією Даугави і естами, вздовж моря, лежала земля лівів. З XII ст. ліви були данниками полочан. Навіть 1180 року, коли вже частина їхніх земель була опанована хрестоносцями, у полку вітебського князя Брячислава Васильковича під Друцьком знаходилася лівська дружина.
Полоцькі князі не зуміли зберегти свій вплив на лівів, землі яких були протягом 1158—1210 років включені в державу хрестоносців, де панівним став німецький елемент. Земгали (земигола) жили на лівобережжі Даугави і мали вихід до моря у межиріччі Даугави і Лієлупи (Аа). На сході земигола межувала з селами, на заході — з куршами, а на півдні — з литовцями. Земгали платили данину Полоцьку ще з X ст., ранньофеодальна держава у них склалася не пізніше кінця XI ст. В XII ст. Полоцьк ще продовжував боротися за збереження свого впливу в їх землях. Особливо сильним був похід 1106 р. Але після удару, який був завданий Полоцькій землі Мстиславом Володимировичем, вплив у землі земгалів був втрачений. Протягом 1200—1290 рр. земгали чинили опір хрестоносцям, поки не були включені до їх держави. Вздовж балтійського берега від кордонів латгальської землі до р. Мінге (Мінья) жили курони (курші). Курші теж платили данину Полоцьку. Довший час курони були об'єктом нападів вікінгів, але в XI—XII ст. вони самі прекрасно оволоділи морським мистецтвом і прославились як пірати на Балтиці. Десь між 1106—1127 роками куронська держава позбулася опіки Полоцька. У 1210—1267 роках вона самотужки відбивалася від хрестоносців. Теж саме можна сказати і про латгалів. Сели, окрім торгівлі тісніших зв'язків з Полоцьком не мали.
Торгівля з IX ст. зв'язувала руські землі з Литвою (скарби монет Аббасидів з 894-922 років, Саффаридів з 846-847 років і Саманідів з 896—943 років). Спроби руських князів 1040 (чи 1044) і 1132 років добитися данини з Литви скінчилися безрезультатно. Литовсько-полоцькі кордони проходили по витоках Дsсни, середній течії Няриса до Ізяславської волості і витоків Німану.
Південно-західна і південна межі Полоцької землі проходили по межах Мінської і Свислоцької волостей. Тут сусідами полочан були Городенське князівство на південному заході та Туріво-Пінське на півдні. Слуцько-Клецьке князівство яке розташовувалось між Полоцькою та Турівською землями спочатку входило до Київських волостей, в середині ХІІ ст. вже до Чернігівських, а подальша його приналежність невідома.

## Історія

### Утворення Полоцького князівства
У середині Х століття правителем Полоцька був князь Рогволод, який, ймовірно, походив зі Скандинавії. Близько 978 року на той час новгородський князь Володимир Святославич здійснив похід на Полоцьк, вбив Рогволода, одружися з його дочкою Рогнідою. та приєднав князівство до Київської Русі.
Близько 988 року Володимир виділив Полоцьке князівство для свого старшого сина від Рогніди, Ізяслава (бл. 979—1001), нащадки якого правили Полоцькою землею до кінця ХІІІ століття.

### Полоцьк у період розквіту
У правління князів Брячислава Ізяславича (1003—1044) та Всеслава Брячиславича (1044—1069, 1071—1101) Полоцьке князівство займало досить відокремлене становище в Київській Русі, місцеві князі рідко брали участь у загальноруських військових походах та з'їздах. В цей час князівство активно розширювалось на північний захід за рахунок залучення нових данників та союзників, на півдні Полоцьку вдалось підкорити північну групу дреговичів, а на півночі в ході війни з Новгородом Всеславу Ізяславичу вдалось захопити два новгородських погоста. У 1069 князівство було підкорено Великим князем Київським, Ізяславом Ярославичем, який посадив у Полоцьку своїх синів Мстислава (1069) та Святополка (1069—1071), а князь Всеслав Чародій потрапив у полон та був ув'язнений у Києві.
Проте після невдалої для Русі битви на річці Альті проти половців та Київського повстання викликаного цією поразкою, Всеслав Брячиславич зумів вирватись з ув'язнення, на короткий час стати великим князем київським та, невдовзі, повернутись в Полоцьк.

### Розпад на уділи
Після смерті князя Всеслава Полоцька земля була розділена між його численними синами, головну роль серед яких грали мінський князь Гліб Всеславич та князь полоцький Борис-Рогволод Всеславич. Полоцьк формально залишався «старшим столом» для Ізяславичів, при цьому з князівства виділились та відокремились такі уділи як Мінське, Друцьке та Вітебське князівства.
У 1-ій половині ХІІ століття сформувались три основні лінії полоцьких Ізяславичів, які суперничали між собою за владу у Полоцькій землі (мінські Глібовичі, друцькі Рогволдовичі та вітебсько-ізяславські Святославичі). В першій третині ХІІ ст. полоцький стіл ймовірно займали Борис-Рогволод Всеславич (1101—1127) та його брат Давид (1127—1128), хоча серед істориків досі немає одностайної думки щодо послідовності правління Всеславичів через брак інформації у джерелах.

### Князівство у другій половині ХІІ ст.
Після смерті Василька Святославича у Полоцькому князівстві розпочалась боротьба за владу між друцькими Рогволдовичами та мінськими Глібовичами. В середині ХІІ століття завдяки династичним шлюбам Ізяславичам вдалось інтегруватись в загальноруське політичне життя. Найбільший вплив на становище Полоцької землі в цей час мали Смоленські князі Ростиславичі та Чернігівські Ольговичі. При цьому Ростиславичі підтримували вітебських Святославичів, а в 1180-х — друцьких Рогволдовичів. Ольговичі, в свою чергу виступали на стороні Рогволдовичів, а пізніше Святославичів.
Спочатку найбільшого успіху в боротьбі за Полоцьк досягнув князь Рогволод (Василь) Борисович (1143—1151), проте він був вигнаний мінським князем Ростиславом Глібовичем, який правив у 1151—1158 роках. Наприкінці 1150-х Рогволоду вдалось вернутись до Полоцька за підтримки чернігівського князя Святослава Ольговича, а після посилення у Києві позицій Смоленських Ростиславичів правителем князівства став союзний їм князь Всеслав Василькович (1161—1166, 1166 — після 1181). У 1166 він був ненадовго витіснений князем Володарем Глібовичем.
У 1180-х роках між мінськими Глібовичами та друцькими Рогволдовичами було досягнуто компроміс. Князем Полоцька став Гліб Ростиславич (1181—бл. 1184) з друцької лінії, а після нього престол надовго зайняв князь Володимир Володаревич (або Всеславич), походження якого до кінця не ясно.

### Боротьба Полоцька з хрестоносцями та руськими князями наприкінці ХІІ— в першій половині ХІІІ ст.
Близько 1184 року Володимир дозволив католицькому місіонеру Мейнарду проповідувати у землях залежного від полоцька племені лівів. Надалі, у 1206, 1208 та 1216 роках полоцький князь активно вмішувався у життя Прибалтики, в яку почали проникати хрестоносці Ордену Мечоносців. Проте він не зміг зупинити послідовного переходу князівств Герцике та Кокнесе у яких правили представники полоцької династії під контроль ризьких єпископів та лицарства.
Смерть Володимира Володаревича викликала новий виток боротьби за Полоцьк. У 1223 році князівство захопили смоленські війська і новим князем став представник Смоленських Ростиславичів, Святослав Мстиславич (1223—1232). За його правління Полоцьке князівство перебувало у залежності від Смоленська.
Після Святослава правителем Полоцька ймовірно став вітебський князь Брячислав Василькович, який відомий лише за тим що у 1239 році видав дочку за новгородського князя Олександра Невського. Наприкінці 1230-х років, в умовах татаро-монгольського нашестя на Русь, на Полоцьку землю посилився тиск з боку литовських племен у яких якраз відбувалось становлення держави. Ймовірно саме за союз проти литви, близько 1254 року полоцький князь Костянтин Безрукий (до 1245-бл. 1258) віддав Лівонському ордену права на полоцькі землі у Нижньому Подвінні.

### Початок литовського панування у Полоцькій землі
У середині ХІІІ ст. Полоцька земля поступово підпадає під вплив литовських князів. Першим з них був племінник Міндовга, нальшанський князь Товтивіл (бл. 1258—1264). Після нього князем скоріш за все був Ізяслав Василькович (1264—?), який перебував в залежності від великого князя литовського, Войшелка. Відомості про Полоцьке князівство наприкінці ХІІІ ст. практично відсутні. Згідно послання Римського Папи Климента V наприкінці ХІІІ ст., бездітний правитель Полоцького князівства (ймовірно Ізяслав) заповів його Лівонському ордену.

### Під владою Гедиміновичів
Вже на початку XIV ст. Полоцьке князівство перебувало під владою Великого князя Литовського Витеня. Першим князем з династії Гедиміновичів був брат Вітеня та Гедиміна, Воїн (після 1307 — бл. 1335). Після нього правителем князівства був Наримунт Гедимінович (1330—1345), який деякий час також перебував у Новгороді. У 1345 році князівство перейшло до сина великого князя Ольгерда, Андрія (1345—1377, 1381—1387), з яким пов'язаний тимчасовий розквіт князівства. В цей час полоцьке військо часто брало участь у походах литовських князів проти Лівонського ордену. Під час від'їзду Андрія у Москву (1377—1381) Полоцьком правили його брати Скиргайло та Лугвеній. У 1387 році Андрій Полоцький відмовився визнавати себе васалом брата Ягайла, який уклав Кревську унію та став польським королем. Проти бунтівного полоцького князя було направлено військо на чолі з Скиргайлом який виманив брата з міста та схопив у полон, а Полоцьк взяв під свій контроль. 1392 року Полоцьке князівство було передано Вітовту, який ліквідував його та поставив туди свого намісника. У 1504 році утворено Полоцьке воєводство.

## Удільні князівства
Князівства подані за ступенем старшинства:
- Полоцьке князівство — землі з центром у Полоцьку;
- Мінське князівство — землі з центром у Мінську;
- Вітебське князівство — землі з центром у Вітебську;
- Друцьке князівство — землі з центром у Друцьку;
- Ізяславське князівство(інші мови) — землі з центром у Ізяславі;
- Логойське князівство — землі з центром у Логойську;
- Лукомське князівство(інші мови) — землі з центром у Лукомлі;
- Борисовське князівство(інші мови) — землі з центром у Борисові, згадки про нього фрагментарні.
- Свіслочське князівство(інші мови) — землі з центром у Свіслочі, згадки про нього фрагментарні.
- Слуцьке князівство — землі з центром у Слуцьку, приналежність уділу дискусійна.

## Князі полоцькі
Детальніші відомості з цієї теми ви можете знайти в статті Князі полоцькі.
| Полоцькі князі        | Полоцькі князі | Полоцькі князі |
| Князь                 | Роки           | Примітки       |
| --------------------- | -------------- | -------------- |
| Ізяслав Володимирович | 990—1001       |                |
| Брячислав Ізяславич   | 1001—1044      |                |
| Всеслав Брячиславич   | 1044—1067      |                |
| Всеслав Брячиславич   | 1070           | вдруге         |
| Всеслав Брячиславич   | 1071—1101      | втретє         |
| Давид Всеславич       | 1101—1127      |                |
| Рогволод Всеславич    | 1127—1128      |                |
| Давид Всеславич       | 1128—1130      | вдруге         |